# The Rocky Horror Show
The Rocky Horror Show är en musikal med musik, sångtexter och manus av Richard O'Brien. Den sattes upp för första gången sommaren 1973 på teatern Royal Court Theatre i London, i en mindre lokal (Upstairs) med plats för omkring 60 personer. Musikalen fick lysande recensioner, och snart efter denna inledande succé gick föreställningen vidare till Los Angeles och sattes där upp på the Roxy. Tim Curry, en av originalskådespelarna som hade spelat Frank N Furter i London, följde med och gjorde samma roll även i Los Angeles. Han repriserade sedan rollen vid uppsättningen i New York och i filmen The Rocky Horror Picture Show som hade premiär 1975.

## Handling
Brad Majors och Janet Weiss är ett nyförlovat par som en stormig natt tar bilen för att hälsa på sin gemensamme vän, dr. Scott. Bilen går sönder och de tvingas söka skydd i ett närbeläget slott som ägs av Dr. Frank n Furter. Brad och Janet är ett oerhört naivt och oerfaret ungt par. När de nu kommer till Franks boning upplever de en dekadens bortom sin vildaste fantasi vilket rubbar hela deras värld. I slottet finns förutom Frank, hans betjänt Riff-Raff, husan Magenta och en groupie, Columbia. Riff-Raff upprörs av Franks beteende och kan inte förstå eller acceptera det. Spänningarna byggs upp och brister så småningom.
Musikalen driver vilt med filmer av alla genrer, bland andra märks Frankenstein och Dracula.

## Rollista
| Roll                     | Originaluppsättning London (1973) | Film (1975)                                    | Originalppsättning Broadway (1975) | Broadway Revival (2000) | 35-årsjubileum (2010)       | 40-årsjubileum (2015)                                                           | TV-film (2016)    |
| ------------------------ | --------------------------------- | ---------------------------------------------- | ---------------------------------- | ----------------------- | --------------------------- | ------------------------------------------------------------------------------- | ----------------- |
| Frank-N-Furter           | Tim Curry                         | Tim Curry                                      | Tim Curry                          | Tom Hewitt              | Julian McMahon              | David Bedella                                                                   | Laverne Cox       |
| Janet Weiss              | Julie Covington Belinda Sinclair  | Susan Sarandon                                 | Abigale Haness                     | Alice Ripley            | Lea Michele                 | Haley Flaherty                                                                  | Victoria Justice  |
| Brad Majors              | Christopher Malcolm               | Barry Bostwick                                 | Bill Miller                        | Jarrod Emick            | Matthew Morrison            | Ben Forster                                                                     | Ryan McCartan     |
| Riff Raff                | Richard O'Brien                   | Richard O'Brien                                | Richard O'Brien                    | Raúl Esparza            | Lucas Grabeel               | Kristian Lavercombe                                                             | Reeve Carney      |
| Magenta                  | Patricia Quinn                    | Patricia Quinn                                 | Jamie Donnelly                     | Daphne Rubin-Vega       | Evan Rachel Wood            | Jayde Westaby                                                                   | Christina Milian  |
| Usherette                | Patricia Quinn                    | Patricia Quinn (läppar) Richard O'Brien (röst) | Jamie Donnelly                     | Daphne Rubin-Vega       | Nicole Scherzinger          | Jayde Westaby                                                                   | Ivy Levan         |
| Columbia                 | Nell Campbell                     | Nell Campbell                                  | Boni Enten                         | Joan Jett               | Melora Hardin               | Sophie Linder-Lee                                                               | Annaleigh Ashford |
| Rocky Horror             | Rayner Bourton                    | Peter Hinwood                                  | Kim Milford                        | Sebastian LaCause       | Mike Breman                 | Dominic Andersen                                                                | Staz Nair         |
| Eddie                    | Paddy O'Hagan                     | Meat Loaf                                      | Meat Loaf                          | Lea DeLaria             | Jorge Garcia                | Richard Meek                                                                    | Adam Lambert      |
| Dr Everett V. Scott      | Paddy O'Hagan                     | Jonathan Adams                                 | Meat Loaf                          | Lea DeLaria             | George Lopez                | Richard Meek                                                                    | Ben Vereen        |
| Kriminologen (Berättare) | Jonathan Adams                    | Charles Gray                                   | Graham Jarvis                      | Dick Cavett             | Jack Nicholson Danny DeVito | Emma Bunton Ade Edmondson Stephen Fry Anthony Head Mel Giedroyc Richard O'Brien | Tim Curry         |

## Uppsättningar i Sverige

### Göteborg 1981
Nya Teatern i Göteborg hade Skandinavienpremiär på Rocky Horror Show den 1 oktober 1981. Den spelades 53 gånger.
Översättning, dekor och regi: Gösta Hanson. 
Sångtexter: Bo Maniette. 
Kostymer: Thotte Dellert.
Magenta – Anne-Lie Rydé, Janet Weiss – Annica Boller,
Brad Majors – Peter Winsnes, Berättaren – Leif Johansson,
Riff-Raff – Axel Segerström, Columbia – Fransesca Quartey,
Eddie/Dr Everett Scott – Peter Stridh, Frank N Furter – Pontus Platin,
Rocky Horror – Claes Olofsson (Blåe).

### Stockholm 1983
En ny version sattes upp på Chinateatern i Stockholm 1983, med delvis ny ensemble och regi av Thotte Dellert. Pontus Platin upprepade rollen som Frank N Furter och Anne-Lie Rydé var Magenta. Janet Weiss spelades av Maria Rydberg och Brad Majors spelades av Dan Ekborg. I kören deltog Lotta Pedersen och Robert Wells.

### Karlstad 2009
2009 sattes pjäsen upp av Värmlandsteatern med en nyöverättning av Dan Enwall. Pjäsen spelades 28 gånger på Scalateatern i Karlstad mellan 7 mars och 25 april.
Regi: Karl Runqvist

Producenter: Jennie Segerström och Magnus Andersson

Brad Majors – Olle Roberg, Janet Weiss – Johanna Lidén,
Frank N Furter – Tobias Ahlsell, Magenta – Julia Hasslid,
Riff-Raff – Anton Hertzberg, Columbia – Jessica Edlom,
Rocky – Alexander Lindman och Daniel Lindman, Eddie - Andreas Jonsson,
Dr Everett Scott – Kjell Kvarnevik, Berättare – Eva Eriksson, Mathias Hallquist, Richard Herrey, Staffan Lindström, Håkan Loob, Anders Lundin, Jakob Rubenson och Björn Starrin.

## Filmatisering
När filmen The Rocky Horror Picture Show hade premiär 1975 blev det en flopp, men något år senare började den spelas för fulla hus vid midnatt och blev snabbt den kult den är idag. Men det är kanske främst i USA där man på en fredag eller lördag kan klä upp sig till sin favoritkaraktär, skrika repliker till filmen och vara med likasinnade.